# Rezerwat przyrody Szabóova skala

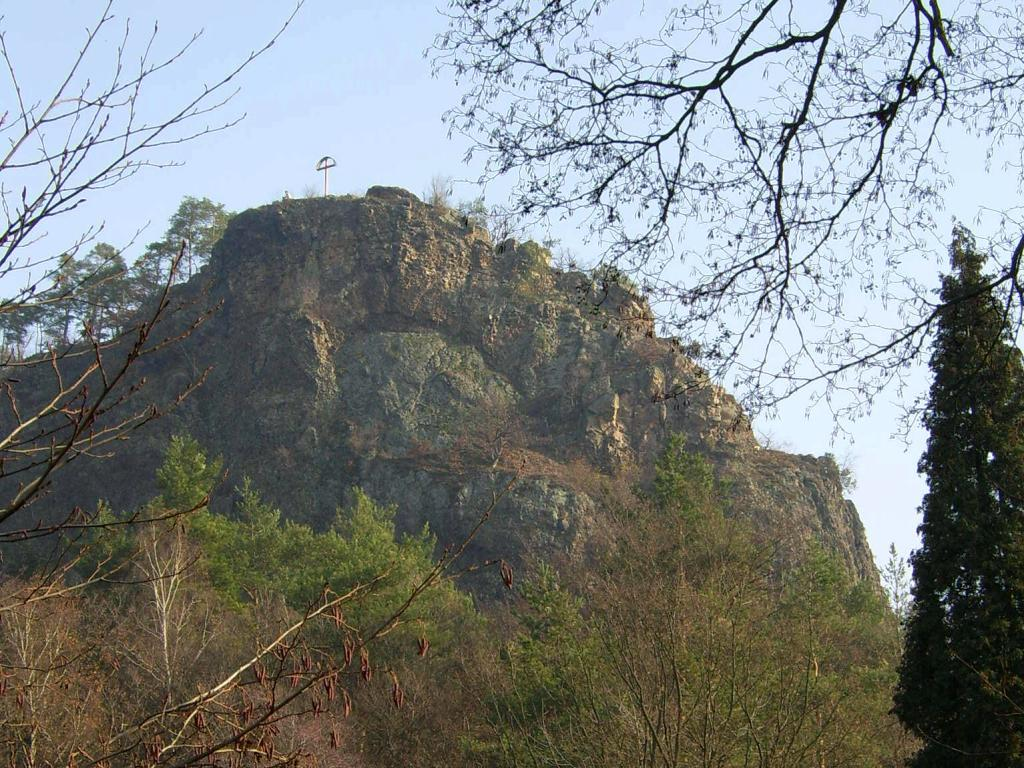
Widok na szczyt Szabóova skala

Rezerwat przyrody Szabóova skala (również Szabova skala) – rezerwat przyrody (słow. prírodná rezervácia) w środkowo-zachodniej Słowacji, w kraju (słow. kraj) bańskobystrzyckim, w powiecie (słow. okres) Żar nad Hronem, niedaleko miejscowości Lehôtka pod Brehmi, w Górach Szczawnickich (słow. Štiavnické vrchy).

## Charakterystyka
Rezerwat zajmuje powierzchnię 11,89 ha. Przedmiot ochrony stanowi ekstruzja ryolitowa, na którą składają się relikty zniszczonej, starszej kopuły lawowej, przez którą przedarła się pionowa, młodsza protruzja o średnicy ok. 50 m. Obrzeża protruzji tworzy jasnoróżowo-kremowy, szklisty ryolit plagioklazowy (perlit). Zjawiska wulkaniczne miały miejsce ok. 11,5 mln lat temu. Skalna ściana mierząca ok. 50 m wysokości wyraźnie wyróżnia się w rzeźbie terenu.
W granicach rezerwatu znajdują się siedliska rzadkich gatunków roślin i zwierząt.

## Ochrona przyrody
Rezerwat przyrody Szabóova skala został utworzony w 1907 r. (nowelizacja w 1983 r.). Jest to jeden z najstarszych geologicznych rezerwatów na Słowacji, nazwany na cześć zasłużonego, węgierskiego geologa, dr. J. Szabó (1822-1894), który prowadził badania m.in. w Górach Szczawnickich. W rezerwacie obowiązuje 5. stopień ochrony.
Rezerwat leży w granicach Obszaru Chronionego Krajobrazu Gór Szczawnickich oraz Krajowego Geoparku Banská Štiavnica.

## Turystyka
Na szczyt Szabóovej skały (302 m n.p.m.) prowadzi żółty szlak turystyczny z miejscowości Lehôtka pod Brehmi. Szczyt, na którym znajduje się drewniany krzyż, stanowi dobry punkt widokowy na pobliskie szczyty Gór Szczawnickich oraz Żarską Kotlinę (słow. Žiarská kotlina).